# Vienna (Missouri)
Vienna település az Amerikai Egyesült Államok Missouri államában, Maries megyében, melynek megyeszékhelye is. Lakosainak száma 581 fő (2020. április 1.).

## Népesség
A település népességének változása:

| 2010 | 610 |
| 2020 | 581 |